# Campus Etterbeek
De Campus Etterbeek of Brussels Humanities, Sciences & engineering campus, en soms ook aangeduid met Campus Oefenplein is een van de campussen van de Vrije Universiteit Brussel (VUB) in België. De campus is vernoemd naar het station Etterbeek waarnaast het is gelegen, maar is echter gelegen in de gemeente Elsene. Het campusterrein heeft een oppervlakte van 20 hectare.
Het terrein wordt in het noordoosten begrensd door de Triomflaan, in het zuidoosten door de Campus de la Plaine, in het zuidwesten door de Pleinlaan en in het noordwesten door de Generaal Jacqueslaan.
Ten zuidoosten van de Campus Etterbeek ligt de Campus de la Plaine van de Université libre de Bruxelles (ULB). Ten noorden van de campus liggen de kazernecomplexen van Kazerne Luitenant-generaal Baron de Witte de Haelen en Kazerne Majoor Géruzet, ten westen staat het complex van de Koninklijke Rijkswachtschool en station Etterbeek. Ten noordoosten van de campus liggen aan de overzijde van de Triomflaan de voormalige Koninklijke IJskelders.
De campus is bereikbaar met het openbaar vervoer via het station Etterbeek in het westen, de tram via halte VUB in het noordwesten, station Delta in het zuidoosten en metrostation Delta in het zuidoosten.

## Geschiedenis
In de 19e eeuw was het terrein van de campus onderdeel van de Koninklijke Jacht.
In 1875 werd besloten om het oefenplein te verplaatsen van het plateau van Linthout (de latere locatie van het Jubelpark) naar de site van de Koninklijke Jacht, omdat op het plateau de feestelijkheden werden georganiseerd van de vijftigste verjaardag van België. Het terrein van de Koninklijke Jacht werd daarbij heringericht en werden er verschillende lanen aangelegd, waaronder de Boulevard Militaire die later Generaal Jacqueslaan ging heten.
In 1969 werd de Université libre de Bruxelles (ULB) gesplitst en ontstond de Vrije Universiteit Brussel. Omdat de ULB ruimtegebrek had op de Campus Solbosch en de VUB ruimte nodig had, werd in 1968-1969 door de ULB het oefenplein van 45 hectare aangekocht, waarvan 25 hectare voor de ULB en 20 hectare voor de VUB.
In juli 1969 werd er een architectuurwedstrijd georganiseerd waarvoor 217 ontwerpen waren ingediend.
Tussen 1972-1976 werden er op het terrein de VUB-gebouwen opgetrokken. Zo werden in 1973 de studentenkoten gebouwd naar het ontwerp van architect Willy Van Der Meeren.

## Gebouwen
Het meest westelijke gebouw op de Campus Etterbeek is het Rectoraatsgebouw van de VUB naar het ontwerp van architect Renaat Braem. Midden op het terrein liggen de studentenhuizen, een zwembad en het sportterrein en daar omheen zijn de VUB-gebouwen gebouwd.